# Morze Arabskie
Morze Arabskie (ang. Arabian Sea; arab. ‏اَلْبَحرْ ٱلْعَرَبِيُّ‎, trl. Al-Baḥr al-‘Arabī ; pers. ‏دَرْيَاى ِ عَرَب‎, trl. Daryā-ye ‘Arab ; hindi अरब सागर, trl. Arab Sāgar; maled. ‏ޢަރަބި ކަނޑު‎, trl. ’Arabi Kan’du; somal. Badda Carbeed; urdu ‏خـَلـِيجِ عُمَان‎, trl. Kẖalīj-e ‘Umān) – otwarte morze w północnej części Oceanu Indyjskiego. Leży między półwyspami Arabskim i Indyjskim.

## Charakterystyka
Morze Arabskie stanowi północno-zachodnią część Oceanu Indyjskiego. Większymi zatokami są: Omańska, Kambajska, Kaććh. Wraz z zatokami Perską i Adeńską, które przez Międzynarodową Organizację Hydrograficzną uważane są za oddzielne morza, osiąga powierzchnię 4,8 mln km². Średnia głębokość wynosi 3006 m, maksymalna 5875 m w Basenie Arabskim.
Jedno z najcieplejszych mórz świata. Temperatura wód powierzchniowych w lecie 26-30 °C, w zimie 20-24 °C.
Państwa leżące nad Morzem Arabskim to: Somalia, Jemen, Oman, Iran, Pakistan oraz Indie.
Głównymi portami Morza Arabskiego są: Mumbaj, Karaczi, Maskat. Przez Morze Arabskie przebiega jeden z najważniejszych szlaków morskich świata prowadzący do Zatoki Perskiej.